# Himod, Győr-Moson-Sopron
Himod  este un sat în districtul Kapuvár, județul Győr-Moson-Sopron, Ungaria, având o populație de 650 de locuitori (2011). 

## Demografie
Componența etnică a satului Himod
     Maghiari (97,23%)
     Germani (1,04%)
     Necunoscut (0,52%)
     Alții (1,21%)
Componența confesională a satului Himod
     Luterani (2,31%)
     Necunoscută (96,46%)
     Alte religii (2%)
Conform recensământului din 2011, satul Himod avea 650 de locuitori. Din punct de vedere etnic, majoritatea locuitorilor (97,23%) erau maghiari, cu o minoritate de germani (1,04%). Apartenența etnică nu este cunoscută în cazul a 0,52% din locuitori. Nu există o religie majoritară, locuitorii fiind  și luterani (2,31%). Pentru 96,46% din locuitori nu este cunoscută apartenența confesională.